# Barcelonský přístav
Barcelonský přístav (katalánsky Port de Barcelona) je přístav v Barceloně ve Španělsku, v Katalánsku. Od roku 2013 je z hlediska objemu přepravy devátým největším kontejnerovým přístavem v Evropě. Skládá se z pěti přístavů. Jeho počátky spadají již do římských dob, od kdy slouží po mnohých přestavbách v podstatě nepřetržitě.